# Paolo Soprani

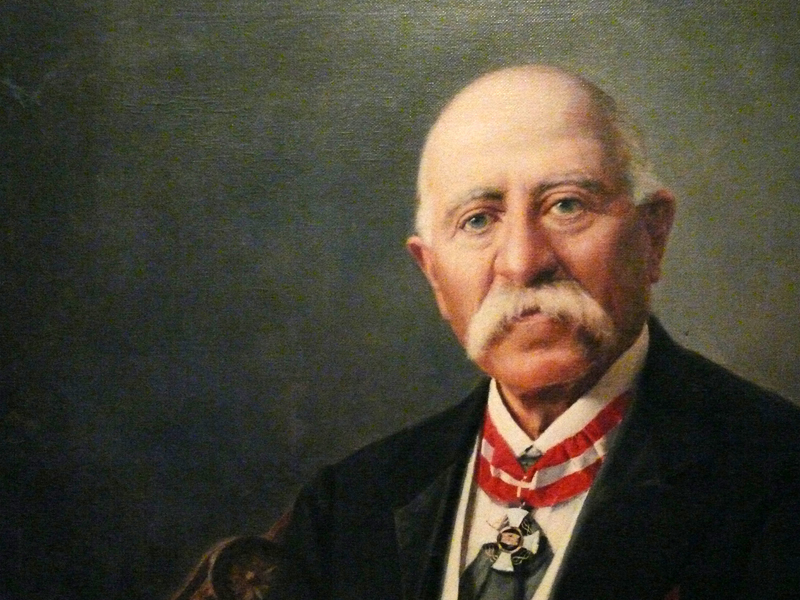
Porträt von Paolo Soprani aus dem Museo internazionale della Fisarmonica di Castelfidardo

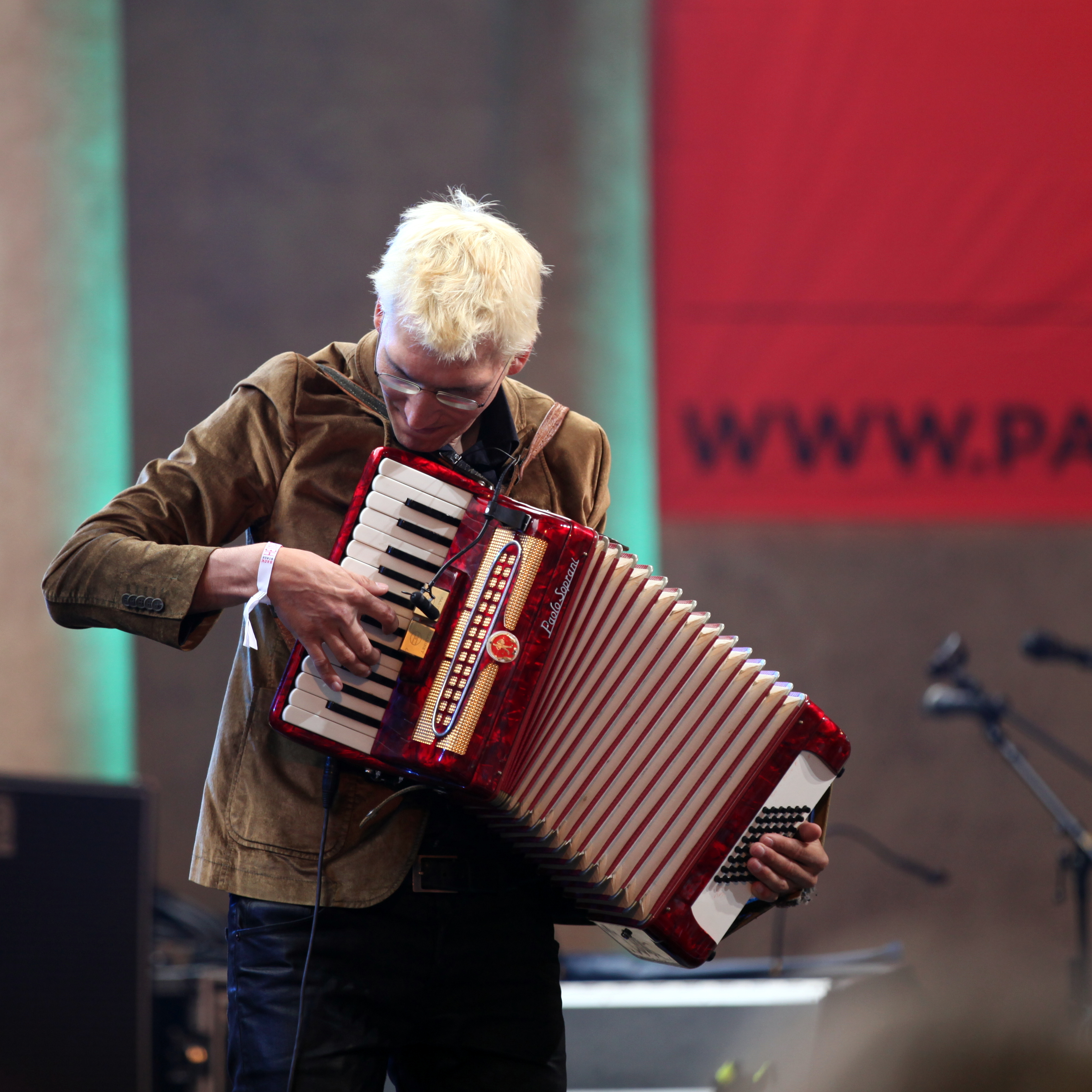
Der Musiker Christian Schmalz mit einem modernen Paolo-Soprani-Akkordeon

Paolo Soprani (* 1844; † 1918) war ein italienischer Instrumentenbauer.
Er gründete 1863 die erste „Accordion“-Fabrik in Italien in der
Provinz Ancona. Angeblich erwarb er ein frühes Cyrill-Demian-Instrument von einem Pilger, der es auf seine Pilgerreise nach Loreto mitbrachte.
Im Museum in Castelfidardo ist ein Nachbau des Instrumentes vorhanden. Die von Paolo Soprani gebauten diatonischen Instrumente wurden zuerst Armonika und dann Fisarmonika genannt.

## Instrumentenbau
Die von Soprani gegründete Firma baut und verkauft unter dem Firmennamen "Paolo Soprani" noch immer Akkordeons.